# Joseph de Brunet
Joseph de Brunet de Castelpers, comte de Panat, vicomte de Peyrebrune et de Cadars, baron de Pujols, seigneur de Coupiac, né le 12 octobre 1704 au château de Coupiac et mort le 14 avril 1776 à Albi, est un aristocrate et officier de marine français du XVIIIe siècle. Il termine sa carrière au grade de chef d'escadre et chevalier de Saint-Louis.

## Biographie

### Origines et famille
Joseph de Brunet est issu d’une famille de Brunet, protestante, originaire de Villefranche-de-Panat dans l’Aveyron. La partie catholique de sa famille émigre à Albi. Né le 12 octobre 1704 au château de Coupiac, il est baptisé quelques jours plus tard en l'église Saint-Pierre de Coupiac. Il est quatrième fils de Joseph de Brunet de Castelpers, comte de Panat († 1739) et de Marie de Toulouse-Lautrec, vicomtesse de Lautrec († 1745). Son frère ainé, Joseph-Samuel meurt en 1741 sans postérité ; le deuxième, Jean-Elisabeth entre au service de l'église et est nommé évêque d'Evris ; le troisième, Melchior, destiné à l'ordre de Saint-Jean de Jérusalem meurt jeune. Lorsque son père meurt en 1745, il lui succède donc comme comte de Panat, vicomte de Peyrebrune et Cadars, baron de Pujols, seigneur de Coupiac, Castor, Thouels….
Sa fortune assurée, il ordonne en 1753 la construction d'une église dans Coupiac pour remplacer celle de Massiliergues et la chapelle Saint-Pierre, trop petites pour contenir la foule des fidèles venant vénérer le « Saint-Voile ».

### Carrière dans la Marine royale
Il entre jeune dans la Marine royale. Il est fait chevalier de l'Ordre royal et militaire de Saint-Louis, et une commission de capitaine de vaisseau. Il commande la frégate Topaze et prend part à la guerre de Sept Ans.
En 1759, il est au combat de Lagos, au large du Portugal, sous les ordres du chef d'escadre La Clue-Sabran. Il commande à cette occasion le Souverain (74 canons). La nuit précédant le combat, il a réussi, profitant de l'obscurité, à sauver le Souverain et à rallier Lisbonne puis Rochefort en compagnie du vaisseau le Guerrier commandé par M. de Rochemore, mais en laissant La Clue seul vis-à-vis de l’amiral anglais Edward Boscawen. Cet abandon — considéré par certains comme une désertion — découragea le reste de la flotte. Il commande le Lion (64) dans l’expédition au Levant conduite par le même Rochemore.
En janvier 1762, Choiseul — ministre de Louis XV — décide de stationner 30 vaisseaux à Toulon sous les ordres de Maximin de Bompar, chef d’escadre et commandant la Marine à Toulon. Bompar est promu lieutenant général des armées navales sur le Protecteur, (74), et sera alors remplacé par Glandevés comme commandant de Marine à Toulon. Au sein de cette flotte, le comte de Panat est chargé du commandement du vaisseau le Content. Il est alors âgé de 58 ans en 1762, est toujours très actif, navigue depuis 42 ans et commande pour la septième fois en mer. L'année suivante, en 1763, il commande L’Achille (64 canons) dans la division du Revest envoyée à Louisbourg. Il est nommé chef d'escadre des armées navales de France le 1er octobre 1764.
Il meurt en 1776, doyen des officiers généraux de la marine. Sa réussite suscitera des vocations de « marins » dans les familles de la noblesse tarnaise.

## Mariage et descendance
Il épouse, le 8 janvier 1750, en la chapelle du Palais épiscopal de La Berbie, à Saint-Ilpize, Françoise Marie de La Rochefoucauld-Langeac, sœur du cardinal de La Rochefoucauld-Langeac, archevêque de Rouen. De cette union naissent :
- Dominique François de Brunet[2] (1752-1795)
- Armand Jean Simon Élisabeth de Brunet[3] (1753-1811)
- Léopold de Brunet dit le « Chevalier de Panat »[4] (1762-1834)
- Marie Eugénie Antoinette de Brunet (†1837)